# Zuzana Čaputová
Zuzana Čaputová (rođ. Strapáková, 21. lipnja 1973., Bratislava) slovačka je političarka, odvjetnica i bivša predsjednica Slovačke. Mandat joj je počeo 15. lipnja 2019. godine, a završio 15. lipnja 2024. godine. Bila je prva žena u Slovačkoj na tom položaju. Ujedno je i najmlađa predsjednica u povijesti Slovačke.
Bila je potpredsjednica socijalno-liberalne i progresivne stranke Progresivna Slovačka. S 58 % glasova pobijedila je na predsjedničkim izborima 2019. godine.

## Rani život
Čaputová je rođena u radničkoj obitelji u slovačkom glavnom gradu Bratislavi, a odrasla u obližnjem gradu Pezinoku. Opisala je svoje djetinjstvo kao odrastanje u "kući otvorenog uma".
Studirala je pravo na Pravnom fakultetu Komenskovog sveučilišta u Bratislavi i diplomirala je 1996. godine.

## Politička stajališta

### Jednakost
Na mrežnoj stranici kampanje, Čaputová navodi da se "pravda u Slovačkoj ne primjenjuje uvijek jednako na sve". Planira uvesti promjene u pravni sustav i policiju. Smatra da policija mora biti neovisna institucija odvojena od političke vlasti, a da ured javnog tužitelja mora postati institucija javne uprave.

### Zaštita okoliša
Čaputová zagovara zaustavljanje ilegalne deforestacije i želi proglasiti najmanje 5 % ekološki najvažnijih površina strogo zaštićenim prostorom. Zalaže se i za strožu regulaciju potencijalno opasnih odlagališta smeća.

### Prava LGBT osoba
Čaputová podržava registrirana partnerstva za istospolne parove, kao i edukaciju javnosti o istima. Tijekom rasprave koju su organizirale dnevne novine SME, natuknula je mogućnost posvajanja za istospolne parove: "Preferiram da dijete ima biološku majku i oca. Ako bi dijete odraslo u [državnim] institucijama, smatram da bi mu bolje bilo s dvoje bića punih ljubavi, čak i da su istog spola."

### Pobačaj i reproduktivna prava
Što se tiče pobačaja, Čaputová podržava pravo žena na odabir: "Ako postoji ekstremna situacija i dilema između usvajanja pravnim normi koje bi zadirale u osobne živote građana ili omogućavanja ženama osobni odabir i odgovornost, biram odgovornost žena."

## Osobni život
Čaputová je rastavljena i majka dviju kćeri. Živi u Pezinoku.

## Vanjske poveznice
- Službena stranica